# 交響的変奏曲 (フランク)
交響的変奏曲嬰ヘ短調（こうきょうてきへんそうきょく 仏: Variations symphoniques pour piano et orchestre）は、セザール・フランクが1885年に作曲したピアノと管弦楽のための変奏曲。演奏時間は約17分。1892年には作曲者によりピアノ二重奏用に編曲されている。

## 概要
フランクはその活動の初期においてはピアノのための作品を多く作り、ピアノ協奏曲も現存するものだけで2曲（「華麗なる変奏曲」作品8（1834年）、「ピアノ協奏曲第2番ロ短調」作品11（1835年））作曲している。しかしその後はあまりピアノ曲を作らないようになり、再びピアノに興味を持ち出すのは、晩年の1880年代になってからのことであった。独奏曲では1884年に「前奏曲、コラールとフーガ」が作曲され、また、同年にはピアノと管弦楽という編成で交響詩「鬼神（ジン）」も完成している。これらの作品が完成された翌年、本作は着手、完成されている。

## 初演
初演は1886年5月1日、パリの国民音楽協会の演奏会にてルイ・ディエメ独奏フランク自身の指揮により行われた。「この作品はそれこそ拍手喝采でむかえられ、このまぎれもない成功ぶりに、作者もよろこびを隠そうとしなかった」とも、初演メンバーの水準の低さのせいで酷評されたとも言われている。

## 編成
独奏ピアノ、フルート2、オーボエ2、クラリネット2、ファゴット2、ホルン4、トランペット2、ティンパニ、弦五部

## 構成
主題呈示部
管弦楽が威圧的な音を出した後、それに呼応するように独奏ピアノがやさしく奏でられる（主題A）。再度同じ動きがあった後、ピアノで新しいメロディが奏される（主題B）。管弦楽とピアノが絡み合いやや盛り上がるがすぐに収束し、弦楽器のピッツィカートを主体とした新しいメロディが登場する（主題C）。この後、ピアノが分散和音で入り、しばらく伴奏を伴わず主題Aによる展開が繰り広げられる。
第1変奏
主題Aの前半が低音弦に現れ、ピアノは主題Bで応答する。主題A前半が管弦楽に広がると、ピアノは主題A後半、主題Cの順で展開を続ける。
第2変奏
主題Cがピアノと弦楽器、木管楽器により展開される。続いてヴィオラ、チェロが主題Cを奏で、これにピアノが装飾的に絡む。次第に盛り上がり、管弦楽が主題A、続いて主題Cを奏し、ピアノは三連音符で応答、クライマックスを築く。
第3変奏
ピアノが分散和音を奏でる中、チェロにより主題C、続いて主題Aがゆっくりと歌われる。最後はピアノのトリルに導かれて、ホルンと木管楽器が次の変奏のリズムを準備する。
第4変奏
主題Aを元にした軽妙な変奏。
第5変奏
ピアノに陽気な新しい主題Dが現れる。主題Cが示された後、ピアノが伴奏を伴わず独奏を繰り広げる。管弦楽が主題A、Cの順に奏し、ピアノと掛け合いを演じた後、嬰ヘ長調で力強く終了する。

## 普及
アルフレッド・コルトーの録音が世界初録音である。その後はこの作品が好んで演奏されたが、CD時代に入って急速に忘れられた。近年ではアルベルト・ノゼのロン・ティボー国際コンクールの本選会の演奏が名演とたたえられたが、二等賞に終わった。21世紀の国際ピアノコンクールでは、この作品を本選に持ってくる演奏家はほとんど見当たらなくなっている。片山杜秀にフランク作品そのものの演奏回数の低下を論じた文章がある。